# ریچ‌گروو (کالیفرنیا)
ریچ‌گروو (به انگلیسی: Richgrove) یک منطقهٔ مسکونی در ایالات متحده آمریکا است که در شهرستان تولار، کالیفرنیا واقع شده‌است. ریچ‌گروو ۱٫۱۷۱ کیلومتر مربع مساحت و ۲٬۸۸۲ نفر جمعیت دارد و ۱۵۷ متر بالاتر از سطح دریا واقع شده‌است.